# 越中島
越中島（日语：／ Etchūjima */?）是東京都江東區的地名。郵遞區號135-0044。

## 地理
位於江東區東部，屬深川地域。北與永代之間以大橫川為界，東北鄰牡丹、古石場，東南接鹽濱，南連豐洲，西邊晴海運河中洲上是中央區佃，隅田川對岸為中央區新川。清澄通以北為一丁目，以南為二、三丁目。

## 歷史
原為隅田川河口的沙洲。陸地化後，旗本榊原氏在此建造屋敷，但因時常遭受風浪襲擊而離開。後作為幕府置石場、棄土場等。1711年（正德元年）成立越中島町。1855年（安政2年），幕府徵設置砲術調練場。1875年（明治8年）成為陸軍練兵場。1898年（明治31年）日本郵船（三菱）買下此地，設立東京商船大學（東京海洋大學前身）。1931年（昭和6年）重編為越中島一～三丁目。1969年（昭和44年）實施新住居表示。

### 地名由來
江戶時代初期，大川河口中洲地帶是榊原清政之孫旗本榊原越中守照清屋敷，因此中洲俗稱「越中島」。

## 交通
- JR京葉線越中島站
- 都營巴士海01、門19、門33 越中島停留所
- 都營巴士海01、門19 東京海洋大學越中島校舍停留所，都立三商停留所
- 東京都公園協會東京水邊線越中島碼頭
- 清澄通
- 越中島通

## 設施

### 一丁目
- 越中島游泳池
- 深川運動中心
- 山種
- 日本迅達電梯
- 越中島公園
- 越中島一丁目兒童遊園
- 江東區立中之島公園

### 二丁目
- 東京海洋大學海洋工學部
  - 明治丸（重要文化財）
- 體育日本東京本社
- 東京體育新聞社
- 東日印刷
- 調練橋公園
- 相生橋

### 三丁目
- 江東區立越中島小學校
- 江東區立深川第三中學校
- 東京都立第三商業高等學校
- 福山通運
- 清水建設研究所
- 豐洲橋

## 備註
1. ↑  江東区の世帯と人口（住民基本台帳による） 区民部区民課 平成25年8月1日現在[]

## 外部連結
- 江東區官方網站 （页面存档备份，存于）